# Баггесен, Иенс

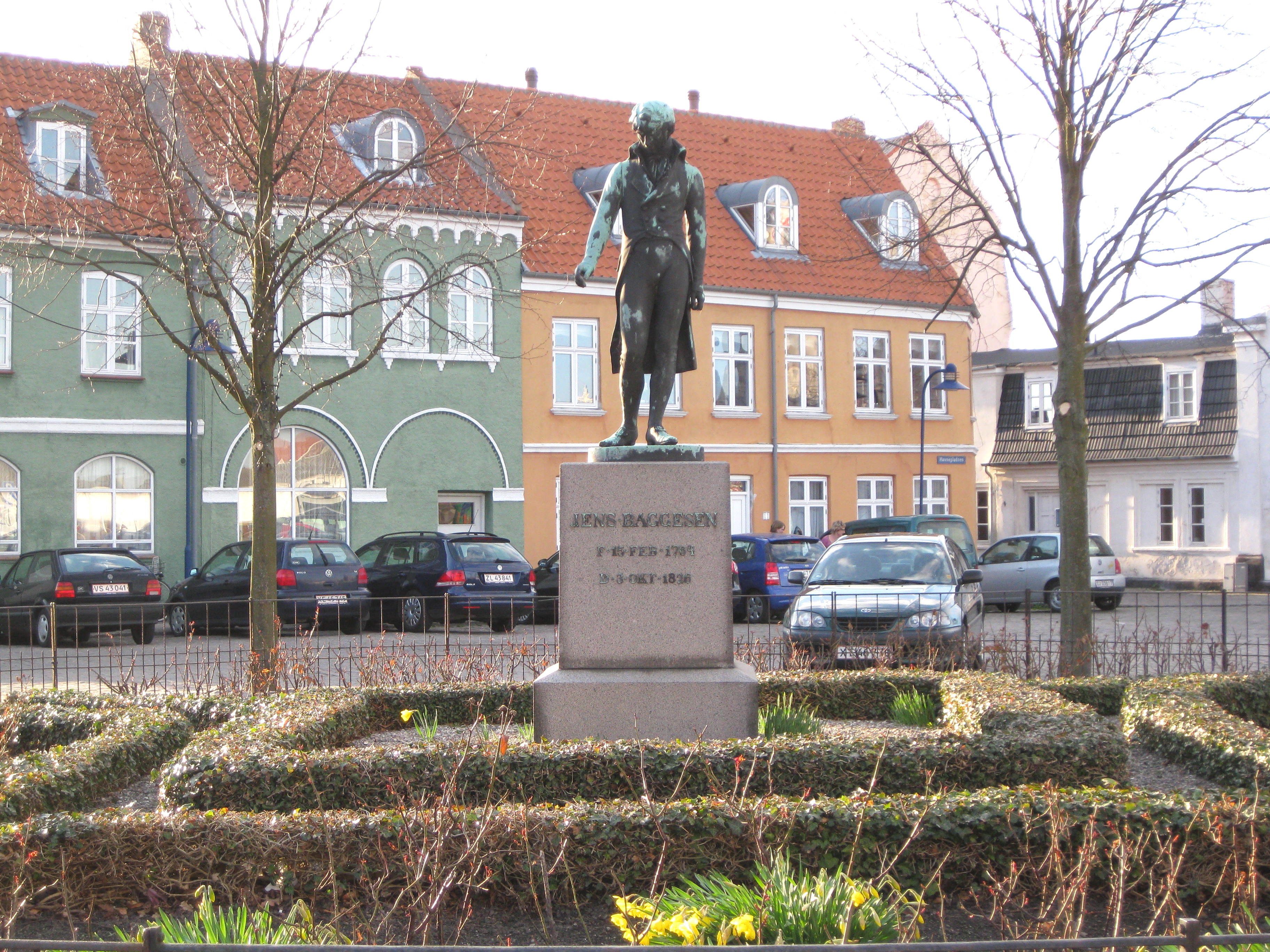
Памятник Иенсу Баггесену в родном городе Корсёр (Дания)

Иенс Иммануил Ба́ггесен (дат. Jens Immanuel Baggesen; 15 февраля 1764, Корсёр — 3 октября 1826, Гамбург) — датский поэт-сентименталист, предтеча датского романтизма.

## Биография
Сын военного писателя генерал-майора Августа Баггесена, бывшего коменданта города Рендсбурга, немца по происхождению. Рос в условиях нужды и бедности. В двенадцать лет был определен на работу клерком-копиистом. Неоднократно пытался покончить жизнь самоубийством. Благодаря настойчивости сумел получить образование. В 1782 году поступил в Копенгагенский университет.
В 1785 молодой поэт опубликовал своё первое произведение в стихах «Komiske Fortållingar» (Комические сказки), благодаря которому сразу привлёк внимание и стал практически всенародным любимцем.
Затем вышли в свет его серьёзные лирические произведения, элегантность и универсальность поэтических образов которых принесли ему ещё бо́льшую популярность в датском обществе.
Созданное им в марте 1789 года либретто к опере Ф. Л. Э. Кунцена «Holger Danske» (Хольгер Датчанин) по мотивам датской легенды вызвало горячие споры и острую реакцию против него националистических кругов. В результате Баггесен покинул Данию и провел некоторое время в Германии, Франции и Швейцарии. В 1790 году женился в Берне. В этот период он начал писать на немецком языке.
Зимой того же года вернулся на родину.
Следующие двадцать лет провёл в непрерывных скитаниях по Северной Европе, жил подолгу в Париже, который стал его новым домом. Продолжал публиковать свои произведения попеременно на датском и немецком.
Одной из последних наиболее важных его работ стал написанный гекзаметром идиллический эпос под названием «Parthenais» (1803).
В 1806 году вновь вернулся в Копенгаген. Затем навсегда покинул Данию и вернулся в любимый Париж. Здесь в 1822 году его постигло несчастье: поэт потерял вторую жену и младшего ребенка, а после того как его лишили свободы за долги, впал в состояние безумия, глубокой депрессии и в меланхолию.
В 1826 году, слегка поправившись, хотел возвратиться в Данию, но на пути домой скончался в больнице в Гамбурге и был похоронен в Киле.

## Творчество
Значение Иенса Баггесена заключается в его попытках создать национальную датскую литературу. Начав свою литературную деятельность с вышучивания творчества романтиков в юмористических стихах, он перешёл к созданию яркой романтической трагедии «Holger Danske» (Хольгер Датчанин, 1789), затем в своей лирике углубился в мифологию и Средневековье, с тем чтобы в своём наиболее остром сатирическом произведении «Законченный Фауст» высмеять всех деятелей немецкого романтизма, начиная с Шеллинга и кончая Фихте и Тиком.
Иенса Баггесена считают выдающимся датским поэтом наряду с Людвигом Хольбергом и Адамом Эленшлегером.

## Избранные произведения
- «Komiske Fortållingar»,
- «Eventyr og komiske Fortållingar»,
- «Labirinthe»,
- «Digter-wandringer i Europa»,
- «Holger Danske»,
- «Digte»
- «Parthenais»
- «Poetische Episteler»
- «Poetische Werke in deutscher Sprache», 1836 и др.

Собрание сочинений поэта на датском языке издано в 12 томах в Копенгагене в 1827—1832.